# اشمیت ۱۷۴۳
سیارک ۱۷۴۳ (به انگلیسی: 1743 Schmidt، نامگذاری:4109P-L) هزار و هفتصد و چهل و سومین سیارک کشف شده‌است که در ۲۴ سپتامبر ۱۹۶۰ کشف شد.
قدر مطلق سیارک برابر ۱۲٫۴۸ است.